# محمد بن أحمد السوسي
أبو الفتح محمد بن أحمد السوسي . (1868 - 18 يوليو 1950) عالم مسلم مغربي وفقيه مالكي، عالم بالعربية، مشارك في التفسير والحديث. ولد بمكناس وأصله من هشتوكة من جزولة. اشتغل بالتدريس قرابة ستين عاماً وتولى مناصب آخرها قضاء مكناس في 1928 وصنف كتباً منها شرح مطول لهمزية البوصيري وحاشية على شرح أرجوزة مصطلح الحديث لمحمد بن عبد القادر الفاسي. 

## سيرته
ولد محمد بن أحمد بن الحاج المكي بن أحمد بن علي، أبو الفتح السوسي سنة 1285 هـ/ 1868 م في مكناس وأصله من هشتوكة من جزولة. تعلم في مكناس على محمد بن العياشي وعلى هذا الأستاذ حفظ القرآن وجوده برواية ورش ثم بقراءة ابن كثير. برز في النحو والصرف والعروض والقوافي وهو عالم بالفقه، مشارك في علوم التفسير والحديث ومصطلحه، والسيرة النبوية، والأصلين، واللغة، والبيان. وقد اشتغل بالتدريس قرابة ستين عاما ابتداء من عام 1311 هـ / 93 – 1894م إلى وفاته، وكان أكثر تدريسه ببلدته مكناس، وكان مركز أقرانه في بداياته بالجامع العلمي أو المسجد القصري، ثم انتقل للجامع الأعظم واستمر تدريسه به. وكان يخص مصنفات الحديث والسيرة النبوية بالدروس الليلية بالجامع الأعظم، ويحضرها – إلى جانب الطلاب – جمهور كبير من المستعمين. ثم كان آخر ما أقرأه من هذه الدروس الليلية هو تفسير القرآن بالجلالين، واستمر فيه حتى شارف ختمه وقف على سورة المعارج، فنزل به مرضه الذي توفي منه في 3 شوال 1369 هـ/ 18 يوليو 1950 م عند الساعة الحادية عشرة وثلاثين دقيقة بالتوقيت المحلي، وشيعت جنازته من الغد الذي هو يوم الثلاثاء، في موكب كبير سار فيه غالبية السكان، وبعد الصلاة عليه بالجامع الأعظم قبل الزوال، تابع موكب الجنازة مسيرته إلى الزاوية الكنتية، حيث دفن الفقيد بها في بيت إضافة لها، وأعده ليكون به مرقده الأخير.

## مؤلفاته
- شرح موسع على القصيدة الهمزية للبوصيري
- حاشية على شرح أرجوزة مصطلح الحديث لأبي أحمد الفاسي
- عون الموصوف بالجلالة، على ألفاظ خاتم الرسالة
- ختم المرشد المرشد المعين
- عون الطالب السائل، على فهم الأثرين المختوم بهما الشمائل
- ختم المختصر الخليلي.
- ختم الألفية لابن مالك.